# Abbas Ahmed Atwi
Ne doit pas être confondu avec Abbas Ali Atwi.
Abbas Ahmed Atwi, né le 12 septembre 1979 à Beyrouth, est un entraîneur et ex-footballeur libanais. Il est actuellement entraîneur assistant dans le club du club de Championnat du Liban de football, Nejmeh Sporting Club.

## Biographie

### International
Abbas Atwi débute en équipe nationale libanaise en 2002.

## Palmarès

### En club
- Nejmeh :
  - Champion du Liban en 2000, 2002, 2004, 2005 et 2009.
  - Vainqueur de la Coupe du Liban en 1998.
  - Vainqueur de la Supercoupe du Liban en 2000, 2002, 2004 et 2008.

## Statistiques détaillées

### Buts internationaux
| Buts (3) en sélection de Abbas Ahmed Atwi au 15 juin 2012 | Buts (3) en sélection de Abbas Ahmed Atwi au 15 juin 2012 | Buts (3) en sélection de Abbas Ahmed Atwi au 15 juin 2012 | Buts (3) en sélection de Abbas Ahmed Atwi au 15 juin 2012 | Buts (3) en sélection de Abbas Ahmed Atwi au 15 juin 2012 | Buts (3) en sélection de Abbas Ahmed Atwi au 15 juin 2012 | Buts (3) en sélection de Abbas Ahmed Atwi au 15 juin 2012 |
|                                                           | Date                                                      | Lieu                                                      | Adversaire                                                | Score                                                     | Résultat                                                  | Compétition                                               |
| --------------------------------------------------------- | --------------------------------------------------------- | --------------------------------------------------------- | --------------------------------------------------------- | --------------------------------------------------------- | --------------------------------------------------------- | --------------------------------------------------------- |
| 1.                                                        | 9 avril 2008                                              | Stade Camille-Chamoun, Beyrouth (Liban)                   | Maldives                                                  | 3 - 0                                                     | 4 - 0                                                     | Éliminatoires Coupe d'Asie 2011                           |
| 2.                                                        | 23 janvier 2009                                           | Stade Surakul, Phuket (Thaïlande)                         | Corée du Nord                                             | 0 - 1                                                     | 0 - 1                                                     | King's Cup 2009                                           |
| 3.                                                        | 25 septembre 2009                                         | Stade Ambedkar, New Delhi (Inde)                          | Kirghizistan                                              | 1 - 1                                                     | 1 - 1                                                     | Nehru Cup 2009                                            |